# Morlaàs
Morlaàs ist eine südwestfranzösische Kleinstadt und eine Gemeinde (commune) mit 4367 Einwohnern (Stand 1. Januar 2022) im Département Pyrénées-Atlantiques in der Region Nouvelle-Aquitaine (vor 2016: Aquitanien). 

## Lage und Klima
Die Kleinstadt Morlaàs liegt in der ehemaligen Provinz Béarn im Pyrenäenvorland am Fluss Luy de France in einer Höhe von ca. 290 m; die Stadt Pau ist ca. 12,5 km (Fahrtstrecke) in südwestlicher Richtung entfernt. Das Klima ist gemäßigt bis warm; der reichliche Regen (ca. 1200 mm/Jahr) fällt übers Jahr verteilt.

## Bevölkerungsentwicklung
| Jahr                       | 1800 | 1851 | 1901 | 1954 | 1999 | 2019 |
| Einwohner                  | 1624 | 1776 | 1467 | 1326 | 3658 | 4356 |
| Quellen: Cassini und INSEE |      |      |      |      |      |      |

Trotz der Mechanisierung der Landwirtschaft ist die Einwohnerzahl des Ortes leicht gestiegen.

## Wirtschaft
Handel, Handwerk und Kleingewerbe bestimmen das Wirtschaftsleben des Ortes.

## Geschichte
Der Ortsname erscheint erstmals um das Jahr 1080 in schriftlichen Quellen. Vom 10. bis 12. Jahrhundert war Morlaàs die Hauptstadt der Vizegrafschaft Béarn. Die Bettelorden der Dominikaner und der Franziskaner hatten hier kleinere Niederlassungen und auch die Johanniter betrieben zeitweise ein Hospiz. Auch das Münzrecht hatte der Ort zeitweise inne.

## Sehenswürdigkeiten
- Bedeutendste Sehenswürdigkeit der Stadt ist das restaurierte romanische Portal der Église Ste-Foy, einer ehemals wichtigen Station am Jakobsweg (Via Tolosana). In seinem Aufbau ähnelt es dem Portal der nur ca. 40 km entfernten ehemaligen Kathedrale von Oloron. Das dreischiffige Langhaus der Kirche wurde im 14. Jahrhundert neugestaltet, doch war sie in während der Religionskriege (1562–1598) zeitweise in den Händen der Protestanten; erst im Jahr 1620 wurde sie den Katholiken zurückgegeben. Die Gewölbe des Mittelschiffs und die seitlichen Pultdächer der Kirche sind aus Holz.[1]
- Die kleine Pfarrkirche St-André entstand im 12. Jahrhundert; sie wurde jedoch wiederholt umgestaltet.[2]
- Am Flussufer befindet sich ein überdachtes Waschhaus (lavoir) aus dem 19. Jahrhundert.

## Einzelnachweise

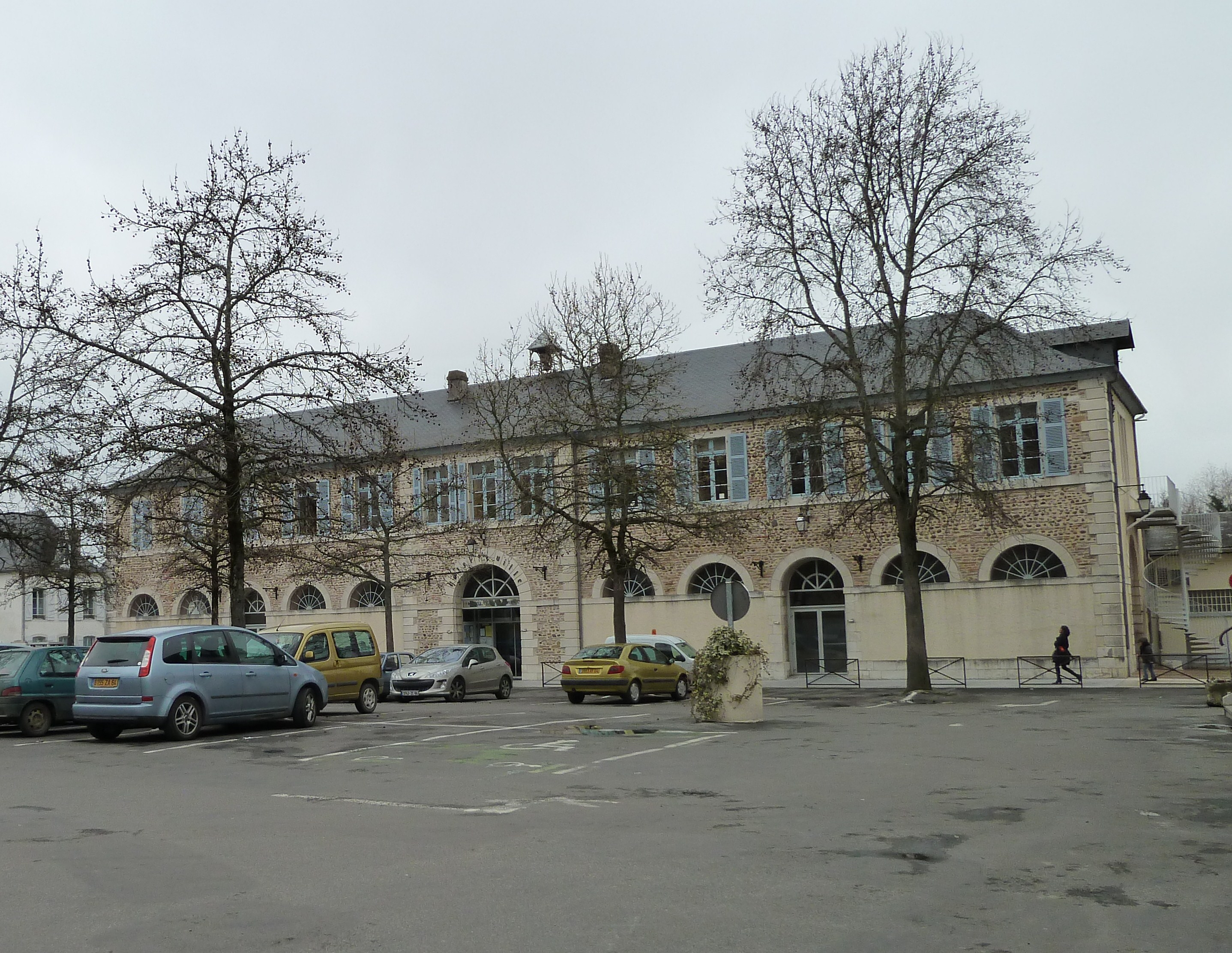
Rathaus Morlaàs
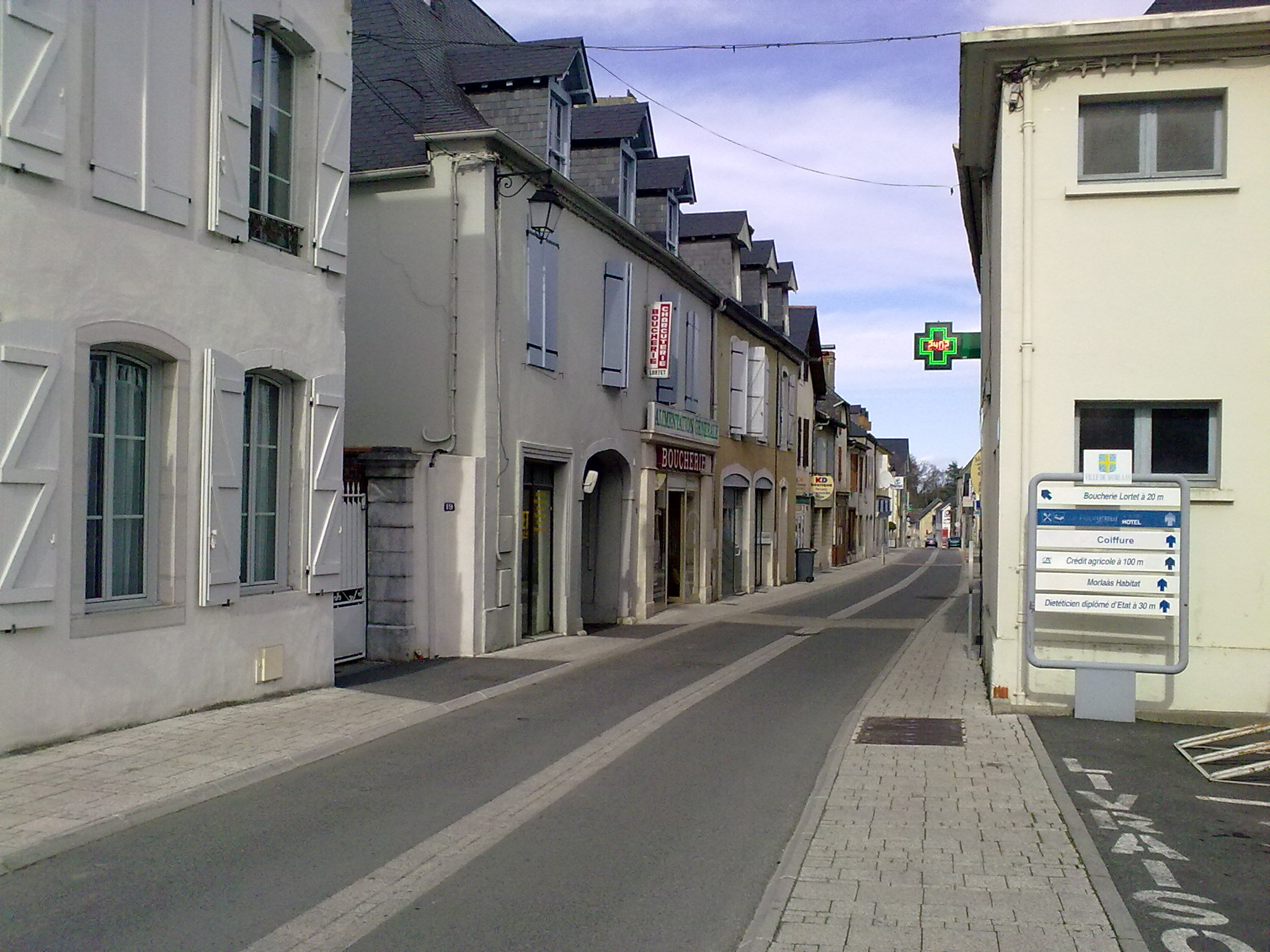
Hauptstraße in Morlaàs

## Städtepartnerschaften
- Tostedt bei Hamburg
- Manteigas, Guarda, Portugal
- Uncastillo, Aragonien, Spanien